# Epipristis oxyodonta
Epipristis oxyodonta är en fjärilsart som beskrevs av Louis Beethoven Prout 1934. Epipristis oxyodonta ingår i släktet Epipristis och familjen mätare. Inga underarter finns listade i Catalogue of Life.